# 張素 (乾隆進士)
張素（?—?），字丹書，贵州銅仁人，清朝政治人物、同進士出身。
乾隆十六年（1751年）辛未科進士，三甲十一名，官四川萬縣知縣。